# Loiu
Loiu város Spanyolországban,  Bizkaia tartományban. Loiu Erandio, Laukiz, Gatika, Mungia, Derio, Zamudio és Sondika községekkel határos. Lakosainak száma 2359 fő (2024).

## Népesség
A település népessége az utóbbi években az alábbiak szerint változott:
| Lakosok száma | 2016 | 2193 | 2180 | 2290 | 2498 | 2388 | 2361 | 2433 | 2318 | 2359 |
|               | 2001 | 2004 | 2007 | 2009 | 2012 | 2014 | 2017 | 2019 | 2022 | 2024 |